# まんがライフMOMO
『まんがライフMOMO』（まんがライフもも）は、竹書房から2003年6月28日発売号『近代麻雀ゴールド8月1日増刊号 月刊まんがライフMOMO』から2018年11月28日発売号（2019年1月号）まで発行されていた4コマ誌。毎月28日発売。定価350円（創刊時320円）でB5判、中綴じ。共通雑誌コード：18317。
本誌は月刊誌『近代麻雀ゴールド』増刊号（2003年8月1日増刊号）として創刊。その後、近代麻雀ゴールドの改名に伴い2006年3月1日増刊号より『近代麻雀ギャンブルCOM』増刊、近代麻雀ギャンブルCOMの休刊に伴い2006年7月1日増刊号より『まんがライフ』増刊となる。2009年1月号（2008年11月28日発売）より『まんがライフMOMO』として独立。2019年1月号（2018年11月28日発売）をもって休刊した。
以下、便宜上「○月号」としているが、増刊号時代は正しくは「○月1日増刊号」のことである。

## 概要
『せんせいのお時間』（ももせたまみ）を同社刊の『まんがライフオリジナル』から独立する形で連載の中核に据え、これまでに『まんがくらぶ』、『まんがくらぶオリジナル』、『まんがライフ』、『まんがライフオリジナル』や、『学園パラダイス♥』を中心とする同増刊号などで好評だったゲスト掲載作品を連載としており（下記の★印）、前述の『まんがライフ』系統の流れを汲む青年・女性向け4コマ誌と、芳文社刊『まんがタイムきらら』を代表とする萌え系4コマ誌の中間に位置する雑誌として刊行されている。男性読者の割合が全体の約7割と他の竹書房の4コマ誌（5割前後）に比べて大きく、ターゲットとする20代・30代購読者層への差別化が図られている。増刊『学園パラダイス』が同誌の事実上の前身であることと、雑誌の性格上学園もの、特に高校生が登場する作品の割合が高く、女性キャラが主人公である作品が大半を占めているのが特徴である。近年では小坂俊史（わびれもの=旅・鉄道）、カラスヤサトシ（キャラ道=キャラ物）といった「萌え系ではない作家により描かれる萌え文化と親和性のあるテーマのエッセイ漫画」といった、他の雑誌ではあまり見られないタイプの作品を連載しているという特徴もあり、また萌え系作品の連載を軸としつつもそれだけとは限らず、コア層読者向けの作品からファミリー4コマベースの作品まで幅広く扱っているところが、誌面のほぼ全てがコア層読者向け風の作品で埋め尽くされている競合他誌（『まんがタイムきらら』系など）との差別化が図られている点でもある。
創刊時の表紙のロゴには「月刊」の文字があったが、2004年6月号より「月刊」の文字が消えたものの（ただし次号予告などには、「月刊まんがライフMOMO」の名称が用いられることがあった）、2009年1月号の独立創刊を機に再び「月刊」の文字が復活している。
2007年7月号では「まんがライブMOMO!〜4コマカーニバル〜」を開催し、ライブドアデイリー4コマ側から3作品が掲載され、『まんがライフMOMO』側から『家政婦のエツ子さん』（こいずみまり）、『奥さまはアイドル♥』（師走冬子）、『あぼばクリニック』（藤島じゅん）の3作品が参加（ライブドアデイリー4コマに掲載）した。この企画は、前年より竹書房4コマ誌各誌との交流を深めているライブドアとの連動企画の一環で、『まんがライフ』『まんがくらぶオリジナル』両誌が参加した2006年末の「ライブドアvs竹書房4コマまんが交流戦」に続く合同コラボ企画の第2弾である。
メディアミックス路線に関しては2004年に『せんせいのお時間』が地上波テレビアニメ化されて以降長らくの間アニメ化作品がなく、同様の路線を取る他社刊4コマ作品の後塵を拝してきたが、2011年に入って『森田さんは無口』『ポヨポヨ観察日記』が続けてテレビアニメ化されることになり、遅まきながらようやくライバル誌に対して追随する姿勢を見せるようになった。
なお、休刊が決定した2019年1月号の時点で掲載した作品の大部分は『まんがくらぶ』や『まんがライフオリジナル』などに移籍して、続行することになった。

## 表紙の変遷
増刊としての創刊号より表紙メインおよび巻頭カラー担当はももせたまみ（「せんせいのお時間」→「私設花野女子怪館」）が務めた。2006年4月号より7月号まで、ももせが産休に入ったため『せんせいのお時間』は「特別補習授業!!」として傑作選を、巻頭カラーは樹るう（4・7月号）、真島悦也（5月号）、山野りんりん（6月号）が務める。同年8月号よりももせが復帰し、従来の形に戻った。その次の出産前後については、2010年11月号より2011年3月号まで2 - 4ページ程度にペースを落として新作執筆を維持しつつも、2011年1月号は企画ページ、2月号は師走冬子に巻頭カラーを譲った。表紙についても、2010年12月号は宮成楽、2011年2月号は師走、3月号は宮成および樹との合同表紙と見ることができる。
その後は、ももせの作品を軸としつつ、メディアミックスなどで売り込みたい作品をメインとした表紙や、それらの作品とももせの合同表紙が現れるようになる（2011年8月号・2013年10月号・2015年9月号・2016年3月号の佐野妙「森田さんは無口」、2011年11月号 - 2012年7月号・2016年4月号の樹るう「ポヨポヨ観察日記」、2012年8月号の真島悦也「ちとせげっちゅ!!」、2012年12月号・2014年11月号・2015年6月号 - 7月号・11月号の宮成楽「晴れのちシンデレラ」、2016年6月号の師走冬子「奥さまはアイドル♥」など）。ももせの「私設花野女子怪館」が連載を終えた後は「晴れのちシンデレラ」「森田さんは無口」「奥さまはアイドル♥」が持ち回りで表紙となっているが、必ずしも巻頭カラー作品と同一ではない。

## 掲載作品

### 休刊時の連載作品
連載開始号の古い順・掲載順
『まんがくらぶ』に移籍
- おうちでごはん（スズキユカ、創刊号 - 2007年6月号・2007年9月号 - 2007年10月号・2008年8月号 - 2019年1月号）※非4コマ
- 奥さまはアイドル♥（師走冬子、2004年9月号ゲスト・2005年1月号 - 2019年1月号）※連載に先立ち、『まんがライフ』2004年12月号にもゲスト歴あり
- 晴れのちシンデレラ（宮成楽、2007年6月号ゲスト・9月号 - 2019年1月号）※『まんがライフオリジナル』並行連載
- さつまと飼い主（o-ji、2016年6月号 - 2019年1月号）
- ト或ル夫婦ノ日乗（崎由けぇき、2016年9月号 - 2019年1月号）
- お兄ちゃんビフォーアフター（内村かなめ、2016年9月号 - 2019年1月号）
- 博多女子は鬼神のごとく気が強か!?（山東ユカ、2017年4月号 - 2019年1月号）
- ファミレスのナガイさん（真島悦也、2017年10月号 - 2019年1月号）
- ツーリンガール!（凪水そう、2018年3月号 - 2019年1月号）
- L△L△L（とく村長、2018年5月号 - 8月号ゲスト・10月号 - 2019年1月号）

『まんがライフオリジナル』に移籍
- 森田さんは無口（佐野妙、2007年7月号ゲスト・10月号 - 2019年1月号）※『まんがくらぶ』並行連載

終了
- お姉ちゃんが来た（安西理晃、2011年7月号ゲスト・11月号 - 2019年1月号）※『まんがライフ』並行連載→単独連載
- さかな&ねこ（森井ケンシロウ、2015年1月号 - 2019年1月号）※『まんがくらぶオリジナル』より移籍すると共に竹書房4コマ各誌にて並行連載
- 三護さんのガレージセール（黒谷知也、2016年3月号 - 2019年1月号）
- 針棘クレミーと王の家（唯根、2016年10月号 - 2019年1月号）[2]
- 1杯で気分は上々。（たじまこと、2018年3月号 - 2019年1月号）※ゲスト扱い

#### 企画もの
- おみ不思議夜話（南央美、カット：ももせたまみ、2012年10月号 - 2019年1月号）※エッセイ
- MOMO ZODIAC ラッキー占い（古都里泉美、イラスト・ロボいぬ、不明 - 2019年1月号）
- 司書メイド ミソノの図書館ぐらし（ミソノ、2016年8月号 - 2019年1月号）

## 過去に連載されていた主な作品

### 創刊当時の連載作品
創刊号での掲載順
- せんせいのお時間（ももせたまみ、創刊号 - 2006年3月号・2006年8月号 - 2013年6月号）★※『まんがライフオリジナル』より移籍、2019年1月号ゲスト
- おみたま（南央美×ももせたまみ、創刊号 - 2005年8月号 - 2004年12月号・不定期掲載2006年8月号・10月号・12月号・2007年8月号・2008年8月号、以後『央美ちゃんの恐怖絵巻』（2010年9月号、2011年9-10月号）『おみたまマジカルツアー』（2012年9月号、2013年9月号、2014年8月号、2015年9月号）などの類似作品のゲスト掲載あり）★※『まんがライフオリジナル』より移籍
- ちとせげっちゅ!!（真島悦也、創刊号 - 2014年8月号）★※創刊当時『まんがライフオリジナル』同時連載、のち単独連載に
- いつもいっしょに（大井昌和、創刊号 - 2007年2月号）★
- 必殺白木矢高校剣道部（真田ぽーりん、創刊号 - 2007年3月号）★
- 貴美tallest/高校生編→貴美TALLEST/高校生編（美月李予、創刊号 - 2006年9月号）★※2004年7月号より改題
- ほんわかちづる先生（かがみふみを、創刊号 - 2007年4月号）★
- ときめきももいろハイスクール（笹野ちはる、創刊号 - 2006年9月号）★※『まんがライフ』同時連載（終了）
- お菓子な片想い（阿部川キネコ、創刊号 - 2007年4月号）
- ヤマトナデシコ（桜沢鈴、創刊号 - 2004年4月号・休載中）
- みずたま注意報（山東ユカ、創刊号 - 2008年12月号）★
- あぼばクリニック（藤島じゅん、創刊号 - 2006年5月号・2006年9月号 - 2008年11月号）★
- 千秋しまってこー!!（重野なおき、創刊号 - 2008年7月号）★
- 悪の生徒会長（小笠原朋子、創刊号 - 2006年5月号）★
- バール横丁奇譚（胡桃ちの、創刊号 - 2007年4月号）※2019年1月号ゲスト
- サイダースファンクラブ（小坂俊史、創刊号 - 2007年3月号）★
- KOマウンテン!!（真右衛門、創刊号 - 2007年9月号）※『まんがライフオリジナル』掲載「めもるは何もメモらない」の関連作品
- おうちでごはん（スズキユカ、上記の掲載作品を参照）
- スキ☆ヤキ（しおやてるこ、創刊号 - 2006年3月号）
- 三ツ星書店（いずみ、創刊号 - 2004年7月号）★
- 天使のお仕事（佐藤両々、創刊号 - 2010年2月号）★
- 青春ハイスクール♡（たつきじゅん、創刊号 - 2004年5月号）★
- ココロは錦（猫田リコ、創刊号 - 2004年6月号・不定期ゲスト2005年11月号・12月号・2006年6月号・7月号・2007年2月号・5月号・6月号・連載再開8月号 - 2008年1月号）
- Honey Voice→HONEY VOICE（おーはしるい、創刊号 - 2007年6月号）★※2006年8月号より改題

### 創刊号のゲスト作品
- びーんず石油（DADADIDI、創刊号ゲスト・第2号 - 2005年3月号・2005年9月号ゲスト）※引き続き第2号より連載
- マッチ売りの戌美ちゃん（RYU-TMR）※後に続編掲載
- ゴーイン!! マイクック（後藤羽矢子）※後に続編掲載、2006年より『まんがライフオリジナル』連載
- より道カフェ通り（犬上すくね）※以後、定期→不定期ゲスト（2010年まで毎年8月号と、2011年1月号、2012年12月号に掲載）
- おウチでMY♥ティーチャー（こまだまこ）
- ひみつの花園（ふくやまけいこ）★※以後、不定期ゲスト（2007年2月号にて最終回）

### 創刊以後の連載作品
連載開始号の古い順・掲載順
- 家政婦♥エツ子→家政婦のエツ子さん（こいずみまり、2003年10月号 - 2014年11月号）★※2004年3月号より改題
- 裸眼でGO!（吉田美紀子、2003年12月号 - 2009年4月号）※『まんがライフ』単独連載→『MOMO』との並行連載に→再び『まんがライフ』単独連載に
- ひなちゃんの日常（南ひろこ、2004年2月号 - 2005年5月号）
- Hello マイ・シスター（丹沢恵、2004年3月号 - 2005年12月号）
- キリカのビーム（林家志弦、2004年4月号 - 2005年1月号）
- ポヨポヨ観察日記（樹るう、2004年5月号 - 2016年4月号）※『まんがライフ』並行連載、2019年1月号ゲスト
- カギっこ（山口舞子、2006年4月号ゲスト・6月号ゲスト・9月号 - 2009年4月号）※『まんがライフオリジナル』同時連載（終了）
- トリプル★トラブル（湯川かおる、2004年10月号 - 2006年6月号）
- レモネードBOOKS（山名沢湖、2004年10月号 - 2007年8月号）
- いんどあHappy（さぶろう→森ゆきなつ、2005年3月号 - 2008年1月号・8月号 - 2009年3月号）※2005年9月号より作者改名
- サクラ満開!!あかり組（藤凪かおる、2005年12月号 - 2007年9月号）
- 萌道（カラスヤサトシ、2005年12月号 - 2007年11月号）※非4コマ
- はにーすぃーとティータイム珈流編（山野りんりん、2004年2月号ゲスト・2005年6月号ゲスト・2006年1月号 - 2009年3月号）※『まんがくらぶオリジナル』連載の『はにーすぃーとティータイム』番外編
- ダメ姉ってよばないで!（新居さとし、2006年2月号 - 2006年12月号）※『まんがライフオリジナル』より移籍
- Hiスクラップ!!（小笠原朋子、2006年6月号 - 2008年2月号）
- ピュアコン（いのうえ義成、2007年2月号 - 9月号）
- お父さんは年下♥（北条晶、2007年4月号ゲスト・6月号 - 2010年2月号）※『まんがライフ』同時連載（終了）
- キャラ道（カラスヤサトシ、2007年12月号 - 2009年11月号）※非4コマ
- はねる!レンタル少女（しいなみなみ、2007年1月号ゲスト・6月号 - 8月号連続ゲスト・11月号 - 2010年4月号）
- こはるび保育園（藤凪かおる、2007年12月号ゲスト・2008年2月号 - 2009年1月号）
- わびれもの（小坂俊史、2008年1月号 - 2010年4月号）※エッセイ、非4コマ、2019年1月号ゲスト
- みやつば!（アラタ薫、2008年2月号 - 7月号）
- キミとボクとの∞（小野寺浩二、2007年12月号ゲスト・2008年2月号 - 2009年2月号）※非4コマ
- 地獄のバニーちゃん（猫田リコ、2008年4月号 - 2008年12月号）※非4コマ
- チカちゃんは知りたがる（竹内元紀、2007年1月号ゲスト・12月号ゲスト・2008年2月号ゲスト・6月号ゲスト・10月号 - 2014年8月号）※2008年10月号から2011年6月号まで偶数月号隔月連載、以後毎月連載。2014年10月号に特別編掲載予定
- 5989-90（胡桃ちの、2008年5月号 - 2009年1月号）
- 激戦区・ツンぷに食堂（RYU-TMR、2008年11月号ゲスト・2009年3月号 - 2012年4月号）※非4コマ
- おがにくうーちゃん（胡桃ちの、2009年2月号 - 2013年12月号）
- ロボ娘のアーキテクチャ（山東ユカ、2009年2月号 - 2016年6月号）
- まぐ♠ばぐ（東屋めめ、2009年3月号 - 2011年5月号）※隔月連載
- ひなちゃんが王子!（山口舞子、2009年6月号 - 2010年4月号）※『まんがライフオリジナル』同時連載（終了）
- おかたづけマンボ!（吉田美紀子、2009年5月号 - 2013年11月号）
- 俺の眼鏡を知らないか?（須田さぎり、2009年10月号 - 2011年10月号）
- マンドラゴるァ!（石田敦子、2009年12月号 - 2012年5月号）
- うちの姉様（野広実由、2008年10月号ゲスト・2009年4月号 - 2012年7月号）※並行連載していた『まんがくらぶオリジナル』に統合の後、終了
- めがもの!（永井道紀、2009年8 - 10月号短期集中・2010年1月号 - 2014年6月号）※4コマ新人バトル作品より昇格、2014年7月号に特別編掲載
- 青春甘辛煮（碓井尻尾、2009年4月号 - 2015年4月号）※「第1部完」。以後も散発的にゲスト掲載あり（2019年1月号ゲスト）
- イヴ愛してる（伊藤黒介、2010年2月号 - 2015年12月号）
- 数学女子（安田まさえ、2009年12月号ゲスト・2010年5月号 - 2013年1月号・5月号 - 11月号・2014年11月号）※2012年12月号・2013年11月号は過去作再掲、並行連載していた『まんがくらぶ』に統合
- おんなまえ（しいなみなみ、2010年7月号 - 2013年10月号）
- 崖っぷち天使（エンジェル）マジカルハンナちゃん（佐藤両々、2010年8月号 - 2014年7月号・10月号 - 2016年2月号）
- わびれものゴージャス（小坂俊史、2011年2月号 - 2013年5月号）※エッセイ、非4コマ
- 初恋💔︎症候群（シンドローム）（瀬戸口みづき、2011年10月号 - 2016年3月号）※2016年5月号に特別編掲載
- 咲丘TVショー（神堂あらし、2011年10月号ゲスト・12月号ゲスト・2012年5月号 - 2014年9月号）
- まおーと勇者の作り方（鈴木2号、2012年4月号ゲスト・9月号 - 2013年3月号）
- 姉妹サンド（内村かなめ、2012年4月号ゲスト・8月号ゲスト・11月号ゲスト・2013年1月号 - 2014年4月号）※2014年6月号に特別編掲載
- まけるな! 鯉太郎（石田敦子、2012年7月号 - 2014年11月号）
- おみたまマジカルツアー（ももせたまみ、お話：南央美、2012年9月号 - 2018年9月号）※毎年8月号または9月号に掲載
- ゴーゴーダイナマイツ（小池定路、2012年11月号 - 2013年1月号ゲスト、5月号 - 2017年3月号）
- そんな毎日（おーはしるい、2013年3月号・2015年3月号・10月号 - 12月号・2016年5月号ゲスト）※『まんがくらぶオリジナル』で連載していた
- そやかてええやん（険持ちよ、2013年6月号ゲスト『大阪市立中ノ島女子中学校』を改題、11月号 - 2015年11月号）※ストーリー形式の回あり
- 私設花野女子怪館（ももせたまみ、2013年7月号 - 2016年9月号）
- あくあわーく（大塚志郎、2013年12月号ゲスト・2014年3月号 - 2016年3月号）※2016年5月号に特別編掲載
- くしゅんッ!（ひだかあさひ、2013年9月号ゲスト・2014年1月号ゲスト・3月号 - 4月号ゲスト・10月号 - 2016年3月号）※非4コマ
- おとの教室（やまむらはじめ、2013年8月号ゲスト、2014年12月号 - 2016年4月号）※非4コマ、偶数月号隔月連載
- クマ・男子（胡桃ちの、2014年2月号 - 4月号短期集中・6月号 - 2018年4月号）※タイトルロゴ上は「・（中黒）」ではなく、凶悪な表情のクマのシルエット
- コスママ!（ふくやまけいこ、2014年4月号 - 2014年11月号）※ゲスト扱い
- ついっとMARCH（真島悦也、2014年11月号 - 2017年6月号）
- ボク恋コンダクター（坂巻あきむ、2015年1月号 - 2015年9月号）※『まんがくらぶオリジナル』より移籍
- 鋼鉄漫録 -メタ★ろっく-（安西信行、2015年1月号 - 2017年4月号）※非4コマ、『まんがくらぶオリジナル』連載『安西信行の鋼鉄（メタ）日記』の続編
- まほろばきっさ（tugeneko、2015年2月号 - 2017年9月号）※『まんがくらぶオリジナル』より移籍
- ぼのチャ!（マイトウ、コラボキャラデザイン・森チャック、原案・いがらしみきお、2015年8月号 - 2016年7月号）
- 海咲ライラック（険持ちよ、2015年12月号 - 2018年11月号）
- 白鳥ちゃん閲覧禁止っ!!（ひらふみ、2016年1月号 - 2018年2月号、2018年4月号ゲスト）
- 幸村くんと地取り散歩（高田ゆうき、2016年5月号 - 2016年10月号）※短期集中連載
- びわっこ自転車旅行記（大塚志郎、2016年6月号 - 2018年7月号、2018年10月号ゲスト）
- 宮尾さんは生えている（TOもえ、2016年10月号 - 2018年8月号、2018年10月号ゲスト）[2]

#### 企画もの
- 南央美の通販BINちゃん生活（南央美、創刊号 - 2010年10月号）※『まんがライフオリジナル』より移籍、イラスト：ももせたまみ→森ゆきなつ（2006年5月号より12月号まで担当）→ももせたまみ
- 笑い飯の人生相談道場（笑い飯、2004年12月号 - 2007年2月号）
- 萌え川柳（本田透・アニメ会、2007年1月号 - 2007年11月号）※二次元へいきまっしょい、イラスト：森ゆきなつ
- メイド長妄想日記→メイド手帳（有井エリス、2012年10月号 - 2016年6月号）※エッセイ。2014年3月号より改題
- お姉ちゃん新聞（2013年12月号 - 2014年4月号）※『お姉ちゃんが来た』アニメ情報など。原則として11日前に発売される『まんがライフ』同月号掲載のものの再掲

## 映像化作品
| 作品             | 放送年                 | アニメーション制作                                       | 備考                                   |
| ---------------- | ---------------------- | -------------------------------------------------------- | -------------------------------------- |
| せんせいのお時間 | 2004年                 | J.C.STAFF                                                |                                        |
| 森田さんは無口   | 2011年（第1期・第2期） | セブン                                                   | 他誌との並行連載 5分枠のショートアニメ |
| ポヨポヨ観察日記 | 2012年                 | ダックスプロダクション スタジオディーン メビウス・トーン | 他誌との並行連載 5分枠のショートアニメ |
| ちとせげっちゅ!! | 2012年                 | SILVER LINK.                                             | 他誌との並行連載 5分枠のショートアニメ |
| お姉ちゃんが来た | 2014年                 | C2C                                                      | 他誌との並行連載 5分枠のショートアニメ |

## MOMO系コミックス
初期の連載作品の多くには『MOMO』での連載前に長期間のゲスト掲載の時期があるため、本誌創刊後の連載とは異なる設定で描かれたものもあり、それらは再編集されている。また、MOMO系コミックスのシリーズが確立したあたりから価格設定がほぼ680円（後に780円に）に固定され、いくつかの単行本では竹書房他誌連載時に比べ620円だったものが680円へと高くなる傾向が見られる。ただし、『裸眼でGO!』は定価650円と、同じく『まんがライフ』同時連載作品である『ポヨポヨ観察日記』よりも安く設定されているが、それでも他の『まんがライフ』連載作品などと比べると高く、また後述の10ヶ月連続発売キャンペーンにも含まれていないなど例外的な扱いである。
2007年のMOMOコミックスフェア第6弾（6月発売分）以降のMOMO作品の単行本（バンブーコミックス）からは「MOMO Selection」と明示され他の姉妹誌の連載作品の単行本と区別されるようになり、前述の高価格化も含めてライバル誌である『まんがタイムきらら』系の単行本「まんがタイムKRコミックス」と同様の販売展開を取っている。「MOMO Selection」のレーベルは『森田さんは無口』など本誌休刊時の連載作品の単行本が継続して使用している。
4コマ漫画誌としては連載作品の単行本化割合が高いのも特筆すべき点であり、連載回数30回以上の作品で単行本化されていないのは『KOマウンテン!!』『おかたづけマンボ』の2作のみである（『KOマウンテン』については、この作品の元である『めもるは何もメモらない』の単行本が1巻で止まっている事も影響している）。
本誌創刊による新規連載分で初の単行本は『悪の生徒会長』（小笠原朋子）、続いて『家政婦のエツ子さん』（こいずみまり）。共に連載までの他誌掲載分が相当量あった。

### MOMO系コミックス6ヶ月連続発売
創刊2周年を迎えるのに前後して初期連載作品の多くが一斉に単行本化されることになり、2005年4月から9月にかけて毎月27日（基本的に本誌発売日の前日）に2タイトルずつ発売された。そのキャンペーンの一環として、ペア携帯クリーナーのプレゼント（抽選）や本誌での「とりかえっこ4コマ」などの企画が行われた。
1. ちとせげっちゅ!! (2) / 天使のお仕事 (1)
2. おうちでごはん (1) / サイダースファンクラブ (1)
3. 千秋しまってこー!! (1) / ポヨポヨ観察日記 (1)
4. びーんず石油 / ほんわかちづる先生 (1)
5. あぼばクリニック (1) / バール横丁奇譚 (1)
6. お菓子な片想い (1) / 必殺白木矢高校剣道部 (1)

### MOMOコミックス10ヶ月連続発売
2005年の「MOMO系コミックス6ヶ月連続発売」に続き、2007年1月から再びキャンペーンが行われた。前回同様に毎月27日（休日等の影響で26日に繰り上げあり）に2タイトルずつ発売され、ペアマグネットのプレゼント（抽選）や本誌での「とりかえっこ4コマ」などの企画が行われた。しかし、前回の企画で1作のみだった連載終了=コミックス発売（特に2巻発売）となる作品が約半数を占めている（下記リスト強調文字の作品）。
1. 奥さまはアイドル♥ (1) / いんどあHappy (1)
2. いつもいっしょに (2) / 必殺白木矢高校剣道部 (2)
3. ちとせげっちゅ!! (4) / サイダースファンクラブ (2)
4. バール横丁奇譚 (2) / ほんわかちづる先生 (2)
5. あぼばクリニック (2) / 千秋しまってこー!! (2)
6. HONEY VOICE (2) / お菓子な片想い (2)
7. 天使のお仕事 (2) / ポヨポヨ観察日記 (3)
8. レモネードBOOKS (3) / サクラ満開!!あかり組
9. カギっこ (1) / はにーすぃーとティータイム珈流編 (1)
10. みずたま注意報 (2) / おみたま通販便 (2)

## まんがライフMOMO 4コマ新人バトル!!
第1回が2005年4月号（予選）と5月号（決勝）で行われ、「みんなごいっしょ」（ゆずり司）が優勝し、7月号からの3ヶ月集中連載を獲得した。また、他の参加者も読者による反響によっては後にゲスト掲載されたものもある。翌年には第2回が開催され、優勝者のいのうえ義成が後に連載を持った。続く第3回では「めがもの!」（永井道紀）が優勝し、2010年1月号より新人バトル作品初の連載となる。

### 第1回
エントリー順
1. 伊藤トロ「乙女でいこう!」 - 決勝進出
2. ゆずり司「みんなごいっしょ」 - 決勝進出（優勝 - 3ヶ月集中連載獲得）
3. 朱堂りま「小動物ほかく計画!」
4. 春花そら「少女探偵☆MIKURI」
5. 絵崎殺助「ゲーセンアイランド」

絵崎殺助（「江崎ころすけ」に改名）は、後に『NextComicファースト』（宙出版）で連載し、単行本を発売。

### 第2回
2006年4月号（予選）と5月号（決勝）。
エントリー順
1. いのうえ義成「ヒメコロ」 - 決勝進出（優勝 - 3ヶ月集中連載獲得）
2. 和子「マメマメ」 - 決勝進出
3. 鮭川夕人「保健室のS子先生」
4. ぢゅん「エールの嵐!」
5. はゆたに めろ「I♥魚んちゅ」

### 第3回
2009年5月号（予選）と6月号（決勝）。
エントリー順
1. 永井道紀「めがもの!」 - 決勝進出（優勝 - 3ヶ月集中連載獲得）
2. 武内いぶき「めぐるめぐるちはる」
3. 桜那えいか、「ほわっとライフ」
4. 男マン「ふくよかさん」 - 決勝進出

武内いぶきは、後にコロコロコミックで活動し2016年以降『星のカービィ 〜まんぷくプププファンタジー〜』を連載中。